# Holiday City South
Holiday City South és una concentració de població designada pel cens dels Estats Units a l'estat de Nova Jersey. Segons el cens del 2000 tenia 4.047 habitants.

## Demografia
Segons el cens del 2000, Holiday City South tenia 4.047 habitants, 2.385 habitatges, i 1.411 famílies. La densitat de població era de 831,1 habitants/km².
Dels 2.385 habitatges en un 0,9% hi vivien nens de menys de 18 anys, en un 53,2% hi vivien parelles casades, en un 4,7% dones solteres, i en un 40,8% no eren unitats familiars. En el 38,6% dels habitatges hi vivien persones soles el 35,8% de les quals corresponia a persones de 65 anys o més que vivien soles. El nombre mitjà de persones vivint en cada habitatge era d'1,7 i el nombre mitjà de persones que vivien en cada família era de 2,12.
Per edats la població es repartia de la següent manera: un 1,6% tenia menys de 18 anys, un 0,8% entre 18 i 24, un 3,3% entre 25 i 44, un 10,3% de 45 a 60 i un 84% 65 anys o més.
L'edat mediana era de 74 anys. Per cada 100 dones de 18 o més anys hi havia 72,6 homes.
La renda mediana per habitatge era de 25.733 $ i la renda mediana per família de 30.893 $. Els homes tenien una renda mediana de 34.375 $ mentre que les dones 26.250 $. La renda per capita de la població era de 18.726 $. Aproximadament el 5,6% de les famílies i el 6,5% de la població estaven per davall del llindar de pobresa.

## Poblacions més properes
El següent diagrama mostra les poblacions més properes.